# Саліх аль-Амрі
Саліх аль-Амрі (араб. صالح العمري, 14 жовтня 1993, Ель-Хубар) — саудівський футболіст, нападник клубу «Аль-Іттіхад» і збірної Саудівської Аравії.

## Клубна кар'єра
Саліх аль-Амрі починав свою кар'єру футболіста в клубі «Аль-Кадісія» зі свого рідного Ель-Хубара. 19 січня 2012 року він дебютував у саудівській Про-лізі, вийшовши на заміну наприкінці гостьового поєдинку проти «Аль-Таавуна». За підсумками того чемпіонату «Аль-Кадісія» опустилася до Першого дивізіону, і наступні два роки Саліх аль-Амрі провів разом із командою у другій за значимістю лізі Саудівської Аравії.
Влітку 2014 року він підписав контракт із клубом Про-ліги «Аль-Ахлі» з Джідди. У першому ж турі чемпіонату 2014/15 Саліх аль-Амрі забив свій перший гол у Про-лізі, відкривши рахунок у домашній грі з «Хаджером». Влітку 2017 року він на правах оренди перейшов до «Аль-Іттіфак», який тоді повернувся до Про-ліги.

## Досягнення
«Аль-Аглі»
- Чемпіон Саудівської Аравії (1): 2015/16
- Володар Кубка наслідного принца Саудівської Аравії (1): 2014/15
- Володар Саудівського кубка чемпіонів (1): 2016
- Володар Суперкубка Саудівської Аравії (1): 2016